# 4 Hours of Le Castellet 2023

Tor Paul Ricard

4 Hours of Le Castellet 2023 – długodystansowy wyścig samochodowy, który odbył się 16 lipca 2023 roku na Circuit Paul Ricard. Był on drugą rundą sezonu 2023 serii European Le Mans Series.

## Uczestnicy
Lista startowa została opublikowana 5 lipca i zawierała 42 zgłoszenia – 7 w klasie LMP2, 11 w klasie LMP2 Pro/Am oraz po 12 w klasach LMP3 i LMGTE.
Mathias Lüthen zastąpił Nicka Mossa w załodze #10 Eurointernational. W składzie auta #31 Racing Spirit of Léman Jean-Ludovic Foubert zastąpił Fabiena Michala. Mikkel Mac został zastąpiony przez Nicklasa Nielsena w załodze #50 Formula Racing.

## Harmonogram
| Dzień               | Godzina | Sesja                                   | Długość   |
| ------------------- | ------- | --------------------------------------- | --------- |
| Czwartek, 13 lipca  | 11:00   | Pierwsza sesja testowa                  | 2 godziny |
| Czwartek, 13 lipca  | 15:00   | Druga sesja testowa                     | 3 godziny |
| Piątek, 14 lipca    | 11:40   | Pierwsza sesja treningowa               | 90 minut  |
| Piątek, 14 lipca    | 15:50   | Sesja dla kierowców z brązową kategorią | 30 minut  |
| Sobota, 15 lipca    | 10:10   | Druga sesja treningowa                  | 90 minut  |
| Sobota, 15 lipca    | 14:30   | Sesja kwalifikacyjna – LMGTE            | 15 minut  |
| Sobota, 15 lipca    | 14:55   | Sesja kwalifikacyjna – LMP3             | 15 minut  |
| Sobota, 15 lipca    | 15:20   | Sesja kwalifikacyjna – LMP2 Pro/Am      | 15 minut  |
| Sobota, 15 lipca    | 15:45   | Sesja kwalifikacyjna – LMP2             | 15 minut  |
| Niedziela, 16 lipca | 11:30   | Wyścig                                  | 4 godziny |
| Źródło              |         |                                         |           |

## Sesje treningowe
| Klasa                                   | Zespół                        | Samochód                 | Czas           | Okr.           |
| Sesja pierwsza                          | Sesja pierwsza                | Sesja pierwsza           | Sesja pierwsza | Sesja pierwsza |
| --------------------------------------- | ----------------------------- | ------------------------ | -------------- | -------------- |
| LMP2                                    | #47 COOL Racing               | Oreca 07                 | 1:43,030       | 33             |
| LMP2 Pro/Am                             | #37 COOL Racing               | Oreca 07                 | 1:43,936       | 45             |
| LMP3                                    | #13 Inter Europol Competition | Ligier JS P320           | 1:50,542       | 41             |
| LMGTE                                   | #44 GMB Motorsport            | Aston Martin Vantage AMR | 1:54,804       | 36             |
| Sesja dla kierowców z brązową kategorią |                               |                          |                |                |
| LMP2 Pro/Am                             | #34 Racing Team Turkey        | Oreca 07                 | 1:45,011       | 16             |
| LMP3                                    | #12 WTM by Rinaldi Racing     | Duqueine M30 – D08       | 1:52,102       | 14             |
| LMGTE                                   | #77 Proton Competition        | Porsche 911 RSR-19       | 1:55,858       | 14             |
| Sesja druga                             |                               |                          |                |                |
| LMP2                                    | #28 IDEC Sport                | Oreca 07                 | 1:44,279       | 42             |
| LMP2 Pro/Am                             | #19 Team Virage               | Oreca 07                 | 1:45,004       | 40             |
| LMP3                                    | #10 Eurointernational         | Ligier JS P320           | 1:51,310       | 20             |
| LMGTE                                   | #16 Proton Competition        | Porsche 911 RSR-19       | 1:54,650       | 34             |

## Kwalifikacje
Pole position w każdej kategorii oznaczone jest pogrubieniem.
| Poz.   | Klasa       | Zespół                        | Kierowca              | Czas     | Strata  | Poz. s. |
| ------ | ----------- | ----------------------------- | --------------------- | -------- | ------- | ------- |
| 1      | LMP2        | #47 COOL Racing               | José María López      | 1:44,253 | —       | 1       |
| 2      | LMP2        | #28 IDEC Sport                | Paul-Loup Chatin      | 1:44,519 | +0,266  | 2       |
| 3      | LMP2        | #65 Panis Racing              | Job van Uitert        | 1:44,600 | +0,347  | 3       |
| 4      | LMP2        | #43 Inter Europol Competition | Olli Caldwell         | 1:44,742 | +0,489  | 4       |
| 5      | LMP2        | #25 Algarve Pro Racing        | Alexander Lynn        | 1:44,800 | +0,547  | 5       |
| 6      | LMP2        | #30 Duqueine Team             | René Binder           | 1:45,412 | +1,159  | 6       |
| 7      | LMP2 Pro/Am | #34 Racing Team Turkey        | Salih Yoluç           | 1:46,178 | +1,925  | 7       |
| 8      | LMP2 Pro/Am | #99 Proton Competition        | Giorgio Roda          | 1:47,008 | +2,755  | 8       |
| 9      | LMP2 Pro/Am | #24 Nielsen Racing            | Rodrigo Sales         | 1:47,208 | +2,955  | 9       |
| 10     | LMP2 Pro/Am | #3 DKR Engineering            | Tom Van Rompuy        | 1:47,334 | +3,081  | 10      |
| 11     | LMP2 Pro/Am | #83 AF Corse                  | François Perrodo      | 1:47,443 | +3,190  | 11      |
| 12     | LMP2 Pro/Am | #19 Team Virage               | Alexander Mattschull  | 1:47,934 | +3,681  | 12      |
| 13     | LMP2 Pro/Am | #37 COOL Racing               | Alexandre Coigny      | 1:48,054 | +3,801  | 13      |
| 14     | LMP2 Pro/Am | #81 DragonSpeed USA           | Henrik Hedman         | 1:48,236 | +3,983  | 14      |
| 15     | LMP2 Pro/Am | #21 United Autosports USA     | Daniel Schneider      | 1:48,430 | +4,177  | 15      |
| 16     | LMP2 Pro/Am | #20 Algarve Pro Racing        | Fred Poordad          | 1:50,040 | +5,787  | 16      |
| 17     | LMP3        | #12 WTM by Rinaldi Racing     | Oscar Tunjo           | 1:51,267 | +7,014  | 17      |
| 18     | LMP3        | #7 Nielsen Racing             | Ryan Harper-Ellam     | 1:51,349 | +7,096  | 18      |
| 19     | LMP2 Pro/Am | #23 United Autosports USA     | James McGuire         | 1:51,442 | +7,189  | 19      |
| 20     | LMP3        | #13 Inter Europol Competition | Kai Askey             | 1:51,530 | +7,277  | 20      |
| 21     | LMP3        | #8 Team Virage                | Manuel Espirito Santo | 1:51,595 | +7,342  | 21      |
| 22     | LMP3        | #17 COOL Racing               | Marcos Siebert        | 1:51,676 | +7,423  | 22      |
| 23     | LMP3        | #15 RLR MSport                | Gael Julien           | 1:51,755 | +7,502  | 23      |
| 24     | LMP3        | #4 DKR Engineering            | James Winslow         | 1:52,039 | +7,786  | 24      |
| 25     | LMP3        | #35 Ultimate                  | Matthieu Lahaye       | 1:52,075 | +7,822  | 25      |
| 26     | LMP3        | #11 Eurointernational         | Adam Ali              | 1:52,136 | +7,883  | 26      |
| 27     | LMP3        | #31 Racing Spirit of Léman    | Antoine Doquin        | 1:52,152 | +7,899  | 27      |
| 28     | LMP3        | #5 RLR MSport                 | Valdemar Eriksen      | 1:52,743 | +8,490  | 28      |
| 29     | LMGTE       | #77 Proton Competition        | Christian Ried        | 1:56,260 | +12,007 | 29      |
| 30     | LMGTE       | #55 Spirit of Race            | Duncan Cameron        | 1:56,407 | +12,154 | 30      |
| 31     | LMGTE       | #93 Proton Competition        | Michael Fassbender    | 1:56,482 | +12,229 | 31      |
| 32     | LMGTE       | #50 Formula Racing            | Johnny Laursen        | 1:56,574 | +12,321 | 32      |
| 33     | LMGTE       | #72 TF Sport                  | Arnold Robin          | 1:56,582 | +12,329 | 33      |
| 34     | LMGTE       | #16 Proton Competition        | Ryan Hardwick         | 1:56,656 | +12,403 | 34      |
| 35     | LMGTE       | #44 GMB Motorsport            | Jens Reno Møller      | 1:56,659 | +12,406 | 35      |
| 36     | LMGTE       | #57 Kessel Racing             | Takeshi Kimura        | 1:56,974 | +12,721 | 36      |
| 37     | LMGTE       | #66 JMW Motorsport            | Martin Berry          | 1:57,315 | +13,062 | 37      |
| 38     | LMGTE       | #95 TF Sport                  | John Hartshorne       | 1:57,517 | +13,264 | 38      |
| 39     | LMGTE       | #51 AF Corse                  | Kriton Lentoudis      | 1:57,706 | +13,453 | 39      |
| 40     | LMGTE       | #60 Iron Lynx                 | Claudio Schiavoni     | 1:57,790 | +13,537 | 40      |
| 41     | LMP2        | #22 United Autosports USA     | —                     | —        | —       | 41      |
| DK     | LMP3        | #10 Eurointernational         | Glenn van Berlo       | 1:51,326 | +7,073  | 42      |
| Źródła |             |                               |                       |          |         |         |

1. ↑  Załoga #22 United Autosports USA została dopuszczona do startu w wyścigu z końca stawki pomimo braku ustanowienia czasu okrążenia. Za wywołanie czerwonej flagi w sesji kwalifikacyjnej załoga została zobligowania do rozpoczęcia wyścigu swoim najszybszym kierowcą[13].
2. ↑  Załoga #10 Eurointernational została zdyskwalifikowana za splitter będący poniżej regulaminowego minimum (48 milimetrów zamiast 50)[14].

## Wyścig

### Wyniki
Minimum do bycia sklasyfikowanym (70 procent dystansu pokonanego przez zwycięzców wyścigu) wyniosło 88 okrążeń. Zwycięzcy klas są oznaczeni pogrubieniem.
| Poz.              | Klasa       | Zespół                        | Kierowcy                                               | Samochód                 | Opony | Okr. | Czas/Strata  |
| ----------------- | ----------- | ----------------------------- | ------------------------------------------------------ | ------------------------ | ----- | ---- | ------------ |
| 1                 | LMP2        | #25 Algarve Pro Racing        | Kyffin Simpson James Allen Alexander Lynn              | Oreca 07                 | G     | 126  | 4:00:12,680  |
| 2                 | LMP2        | #30 Duqueine Team             | Nicolás Pino René Binder Neel Jani                     | Oreca 07                 | G     | 126  | +1,078       |
| 3                 | LMP2 Pro/Am | #34 Racing Team Turkey        | Salih Yoluç Charlie Eastwood Louis Delétraz            | Oreca 07                 | G     | 126  | +5,691       |
| 4                 | LMP2        | #43 Inter Europol Competition | Rui Andrade Jonathan Aberdein Olli Caldwell            | Oreca 07                 | G     | 126  | +5,942       |
| 5                 | LMP2        | #47 COOL Racing               | Władisław Łomko Reshad de Gerus José María López       | Oreca 07                 | G     | 126  | +11,012      |
| 6                 | LMP2        | #28 IDEC Sport                | Paul Lafargue Paul-Loup Chatin Laurents Hörr           | Oreca 07                 | G     | 126  | +34,332      |
| 7                 | LMP2 Pro/Am | #37 COOL Racing               | Alexandre Coigny Malthe Jakobsen Nicolas Lapierre      | Oreca 07                 | G     | 126  | +38,343      |
| 8                 | LMP2        | #65 Panis Racing              | Manuel Maldonado Job van Uitert Tijmen van der Helm    | Oreca 07                 | G     | 126  | +38,873      |
| 9                 | LMP2 Pro/Am | #83 AF Corse                  | François Perrodo Matthieu Vaxivière Ben Barnicoat      | Oreca 07                 | G     | 126  | +1:09,632    |
| 10                | LMP2 Pro/Am | #24 Nielsen Racing            | Rodrigo Sales Ben Hanley Mathias Beche                 | Oreca 07                 | G     | 126  | +1:28,022    |
| 11                | LMP2 Pro/Am | #21 United Autosports USA     | Daniel Schneider Andrew Meyrick Nelson Piquet Jr.      | Oreca 07                 | G     | 126  | +1:28,123    |
| 12                | LMP2        | #22 United Autosports USA     | Marino Sato Philip Hanson Oliver Jarvis                | Oreca 07                 | G     | 126  | +1:30,023    |
| 13                | LMP2 Pro/Am | #99 Proton Competition        | Giorgio Roda Jonas Ried Gianmaria Bruni                | Oreca 07                 | G     | 125  | +1 okrążenie |
| 14                | LMP2 Pro/Am | #81 DragonSpeed USA           | Henrik Hedman Sebastián Montoya Juan Pablo Montoya     | Oreca 07                 | G     | 125  | +1 okrążenie |
| 15                | LMP2 Pro/Am | #20 Algarve Pro Racing        | Fred Poordad Tristan Vautier Jack Hawksworth           | Oreca 07                 | G     | 124  | +2 okrążenia |
| 16                | LMP2 Pro/Am | #3 DKR Engineering            | Tom Van Rompuy Sebastián Álvarez Nathanaël Berthon     | Oreca 07                 | G     | 124  | +2 okrążenia |
| 17                | LMP2 Pro/Am | #23 United Autosports USA     | James McGuire Guy Smith Paul di Resta                  | Oreca 07                 | G     | 123  | +3 okrążenia |
| 18                | LMP3        | #31 Racing Spirit of Léman    | Jacques Wolff Jean-Ludovic Foubert Antoine Doquin      | Ligier JS P320           | M     | 120  | +6 okrążeń   |
| 19                | LMP3        | #12 WTM by Rinaldi Racing     | Torsten Kratz Leonard Weiss Oscar Tunjo                | Duqueine M30 – D08       | M     | 120  | +6 okrążeń   |
| 20                | LMP3        | #17 COOL Racing               | Adrien Chila Marcos Siebert Alejandro García           | Ligier JS P320           | M     | 120  | +6 okrążeń   |
| 21                | LMP3        | #15 RLR MSport                | Horst Felbermayr Gael Julien Mateusz Kaprzyk           | Ligier JS P320           | M     | 120  | +6 okrążeń   |
| 22                | LMP3        | #4 DKR Engineering            | Alexander Bukhantsov James Winslow Pedro Perino        | Duqueine M30 – D08       | M     | 120  | +6 okrążeń   |
| 23                | LMP3        | #13 Inter Europol Competition | Miguel Cristóvão Kai Askey Wyatt Brichacek             | Ligier JS P320           | M     | 119  | +7 okrążeń   |
| 24                | LMP3        | #11 Eurointernational         | Matthew Richard Bell Adam Ali                          | Ligier JS P320           | M     | 119  | +7 okrążeń   |
| 25                | LMP3        | #8 Team Virage                | Nick Adcock Michael Jensen Manuel Espirito Santo       | Ligier JS P320           | M     | 119  | +7 okrążeń   |
| 26                | LMP3        | #5 RLR MSport                 | James Dayson Valdemar Eriksen Jack Manchester          | Ligier JS P320           | M     | 119  | +7 okrążeń   |
| 27                | LMP3        | #10 Eurointernational         | Matthias Lüthen Glenn van Berlo                        | Ligier JS P320           | M     | 118  | +8 okrążeń   |
| 28                | LMP3        | #7 Nielsen Racing             | Anthony Wells Ryan Harper-Ellam                        | Ligier JS P320           | M     | 118  | +8 okrążeń   |
| 29                | LMGTE       | #77 Proton Competition        | Christian Ried Giammarco Levorato Julien Andlauer      | Porsche 911 RSR-19       | G     | 118  | +8 okrążeń   |
| 30                | LMGTE       | #60 Iron Lynx                 | Claudio Schiavoni Matteo Cressoni Matteo Cairoli       | Porsche 911 RSR-19       | G     | 118  | +8 okrążeń   |
| 31                | LMGTE       | #95 TF Sport                  | John Hartshorne Ben Tuck Jonathan Adam                 | Aston Martin Vantage AMR | G     | 117  | +9 okrążeń   |
| 32                | LMGTE       | #57 Kessel Racing             | Takeshi Kimura Gregory Huffaker II Frederik Schandorff | Ferrari 488 GTE Evo      | G     | 117  | +9 okrążeń   |
| 33                | LMGTE       | #55 Spirit of Race            | Duncan Cameron David Perel Matthew Griffin             | Ferrari 488 GTE Evo      | G     | 117  | +9 okrążeń   |
| 34                | LMGTE       | #66 JMW Motorsport            | Martin Berry Lorcan Hanafin Jon Lancaster              | Ferrari 488 GTE Evo      | G     | 117  | +9 okrążeń   |
| 35                | LMGTE       | #72 TF Sport                  | Arnold Robin Maxime Robin Valentin Hasse-Clot          | Aston Martin Vantage AMR | G     | 117  | +9 okrążeń   |
| 36                | LMGTE       | #50 Formula Racing            | Johnny Laursen Conrad Laursen Nicklas Nielsen          | Ferrari 488 GTE Evo      | G     | 117  | +9 okrążeń   |
| 37                | LMGTE       | #16 Proton Competition        | Ryan Hardwick Zacharie Robichon Alessio Picariello     | Porsche 911 RSR-19       | G     | 117  | +9 okrążeń   |
| 38                | LMGTE       | #93 Proton Competition        | Michael Fassbender Martin Rump Richard Lietz           | Porsche 911 RSR-19       | G     | 117  | +9 okrążeń   |
| 39                | LMGTE       | #51 AF Corse                  | Kriton Lentoudis Rui Águas Ulysse de Pauw              | Ferrari 488 GTE Evo      | G     | 116  | +10 okrążeń  |
| 40                | LMGTE       | #44 GMB Motorsport            | Jens Reno Møller Gustav Birch Nicki Thiim              | Aston Martin Vantage AMR | G     | 115  | +11 okrążeń  |
| 41                | LMP3        | #35 Ultimate                  | Eric Trouillet Matthieu Lahaye Jean-Baptiste Lahaye    | Ligier JS P320           | M     | 109  | +17 okrążeń  |
| Niesklasyfikowani |             |                               |                                                        |                          |       |      |              |
|                   | LMP2 Pro/Am | #19 Team Virage               | Alexander Mattschull Ian Rodríguez Tatiana Calderón    | Oreca 07                 | G     | 125  |              |

1. ↑  Załoga #83 AF Corse otrzymała karę czasową w wysokości 5 sekund za naruszenie zasad podczas postoju w alei serwisowej[15].
2. ↑  Załoga #57 Kessel Racing otrzymała karę przejazdu przez aleję serwisową za spowodowanie kolizji z autem #16 Proton Competition[16].
3. ↑  Załoga #16 Proton Competition otrzymała karę był przejazd przez aleję serwisową za kolizję z samochodem #28 IDEC Sport. Kara została zamieniona na czasową w wysokości 35 sekund[15]
4. ↑  Załoga #93 Proton Competition otrzymała karę przejazdu przez aleję serwisową za naruszanie limitów toru. Kara została zamieniona na czasową w wysokości 35 sekund.

### Statystyki

#### Najszybsze okrążenie
| Klasa       | Kierowca        | Zespół                 | Czas     | Okr. |
| ----------- | --------------- | ---------------------- | -------- | ---- |
| LMP2        | Kyffin Simpson  | #25 Algarve Pro Racing | 1:45,002 | 6    |
| LMP2 Pro/Am | Louis Delétraz  | #34 Racing Team Turkey | 1:45,430 | 99   |
| LMP3        | Marcos Siebert  | #17 COOL Racing        | 1:52,682 | 91   |
| LMGTE       | Julien Andlauer | #77 Proton Competition | 1:55,230 | 88   |
| Źródło      |                 |                        |          |      |